# Uta verdós
L'uta verdós (Pseudochirops archeri) és una espècie d'uta que només viu al nord d'Austràlia. Això la fa única al seu gènere, car tots els altres membres viuen a Nova Guinea o illes properes. L'uta verdós habita en una minúscula àrea del nord-est de Queensland, entre Paluma i Mount Windsor Tableland.